# Charitas
Charitas (von lat. Caritas = (Nächsten-)Liebe) ist ein weiblicher Vorname.
Namensträgerinnen:
- Charitas Caritas Pirckheimer, (1467–1532), Nürnberger Klarissenäbtissin
- Charitas Bischoff (1848–1925), deutsche Schriftstellerin
- Charitas (Schumann-Geliebte)